# Zygmunt Hobot

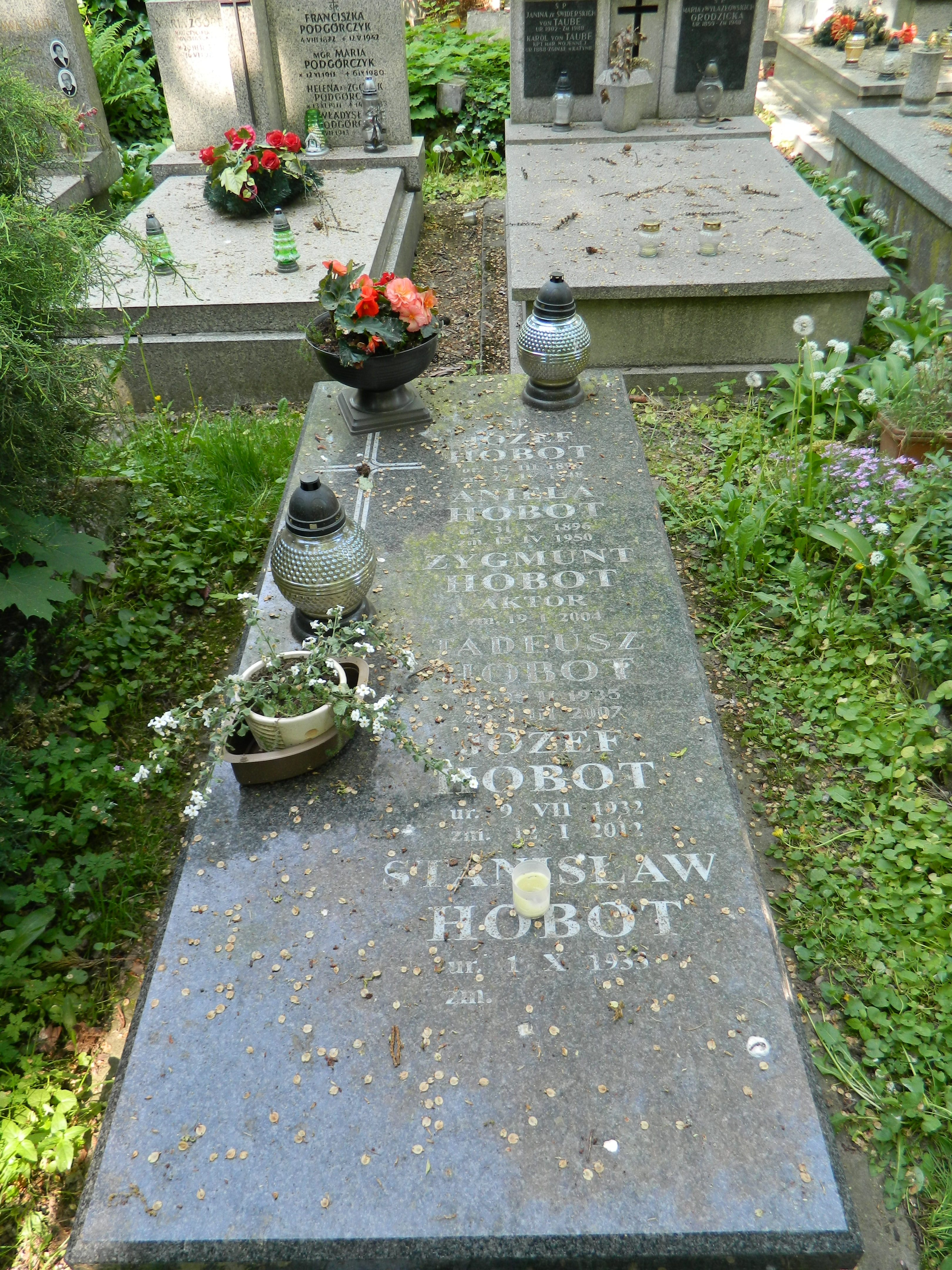
Grób Zygmunta Hobota na cmentarzu Rakowickim w Krakowie (kwatera XXIB, rząd 13, miejsce 16)

Zygmunt Hobot (ur. 17 lipca 1930 w Krakowie, zm. 19 stycznia 2004 w Warszawie) – polski aktor.

## Życiorys
Ukończył PWSA w 1953 roku w Krakowie. Zadebiutował w teatrze 12 grudnia 1953 roku. Był aktorem Teatru Wybrzeże w Gdańsku (1953-1956), Teatru Dramatycznego we Wrocławiu (1956-1963), Starego Teatru w Krakowie (1963-1966), Teatru Polskiego w Warszawie (1966-1995). Otrzymał dwie nagrody, pierwszą w 1961 za rolę Ricarda w sztuce „Montserrat”, a drugą w 1962 roku za rolę Tiatina w „Jegorze Bułyczowie”. W 1988 otrzymał odznaczenie – Zasłużony dla Teatru Polskiego w Warszawie. Zmarł 19 stycznia 2004 roku i został pochowany na cmentarzu Rakowickim w Krakowie.

## Filmografia
- 2001: Na dobre i na złe – pacjent Zygmunt (odc. 73)
- 2000: Cud purymowy – Holzman
- 1997: Szczęśliwego Nowego Jorku – milioner Riczi
- 1997-2004: Klan – profesor Markowski
- 1996: Kratka – windziarz
- 1994: Spółka Rodzinna – strażnik sądowy
- 1994: Polska śmierć – portier w hotelu asystenckim
- 1994: Jest tak jest – Funio (odc. 19)
- 1993: Zespół adwokacki – przewodniczący składu orzekającego w sprawie Malaka
- 1990: Mów mi Rockefeller – szejk
- 1989: Deja vu – Alfredo Scorsese, gangster z Chicago
- 1986: Zmiennicy
- 1986: Tulipan – szatniarz Gienio
- 1983: Sny i marzenia – Nowakowski
- 1980: Zamach stanu – świadek oskarżenia w procesie brzeskim
- 1979: Zielone lata – szewc, ojciec Abramka
- 1979: Tajemnica Enigmy – pracownik zespołu kryptologów (odc. 5)
- 1978: Życie na gorąco – poeta i malarz Enrico Lavone (odc. 8)
- 1976: Czerwone ciernie – malarz
- 1973: W pustyni i w puszczy (serial telewizyjny) – Grek Kaliopuli (odc. 2)
- 1973: W pustyni i w puszczy (film) – Grek Kaliopuliu
- 1970: Pogoń za Adamem – portier w hotelu „Albergo dei Fiori” w Rzymie
- 1968: Opowieści Niezwykłe – wieszcz
- 1967: Długa noc – Żyd
- 1963: Rozwodów nie będzie – kolega Basi na przyjęciu urodzinowym; nie występuje w czołówce
- 1961: Dziś w nocy umrze miasto – cudzoziemiec; nie występuje w czołówce
- 1958: Krzyż Walecznych
- 1954: Pokolenie – Żyd Abram

## Dubbing
- 2003: Harry Potter i Komnata Tajemnic – Tiara Przydziału
- 2002: Harry Potter i Kamień Filozoficzny – Tiara Przydziału
- 1997: Koty nie tańczą
- 1994: Sandokan – admirał radży
- 1992: Gumisie – ogr Kijanka (odc. 22b)